# Life’s What You Make It
Life’s What You Make It ist ein Lied der britischen Band Talk Talk. Es wurde in Deutschland 1985 und in Großbritannien 1986 aus dem Studioalbum The Colour of Spring ausgekoppelt. Das Lied war in vielen westlichen Ländern chartplatziert, zumeist erreichte es in den europäischen Ländern Top-20-Positionen.

## Entstehung
Am Ende der Studioaufnahmen für das Album The Colour of Spring äußerte sich das Management der Band besorgt über das Fehlen einer offensichtlichen Single. Die Songwriter Mark Hollis und Tim Friese-Greene nahmen die Kritik als Herausforderung an. Friese-Greene sagte: „Ich hatte ein Drumpattern, das von Kate Bushs Running Up That Hill inspiriert wurde, und Mark spielte in übertriebener Weise die Orgel von Green Onions.“ Anschließend wurde das Stück noch mit den Gitarrenhooks von David Rhodes ausgeschmückt. Der Song wurde von Friese-Greene produziert.

## Rezeption
Das Stück erreichte in Deutschland Platz 24 der Charts, in der Schweiz Platz 17. In Großbritannien schaffte es der Song auf Platz 16. In den Billboard 200 in den USA kam Life’s What You Make It auf Platz 90. In den Niederlanden und Neuseeland erreichte der Song mit Platz 11 seine besten Positionen.

## Remix
1990 wurde das Stück als Remix wiederveröffentlicht. Diese Version erreichte in Großbritannien und Irland jeweils Platz 23.

## Titellisten
| Single 1985/86 - 7″ / 12″ 1. Life’s What You Make It – 4:25 (7″) / (extended version) – 8:16 (12″) 2. It’s Getting Late in the Evening – 5:43 - 12″ (Doppelsingle) 1. Life’s What You Make It (extended version) – 8:16 2. It’s Getting Late in the Evening – 5:43 3. It’s My Life – 6:16 4. Does Caroline Know? – 4:33 5. It’s My Life – 3:50 - 12″ 1. Life’s What You Make It (extended version) – 6:58 2. Life’s What You Make It (early mix) – 6:39 3. It’s Getting Late in the Evening – 5:43 - 12″ (USA) 1. Life’s What You Make It (extended mix) – 6:54 2. It’s Getting Late in the Evening (7″ version) – 5:44 3. Life’s What You Make It (dub version) – 6:06 | Single 1990 - 7″ / Cassette 1. Life’s What You Make It – 4:26 2. Life’s What You Make It (live from Hammersmith Odeon) – 4:41 - 12″ 1. Life’s What You Make It (the BBG remix) – 6:14 2. Life’s What You Make It – 4:26 3. Tomorrow Started (live from Hammersmith Odeon) – 7:45 - CD 1. Life’s What You Make It – 4:29 2. Tomorrow Started (live from Hammersmith Odeon) – 7:47 3. Life’s What You Make It (live from Hammersmith Odeon) – 4:41 - 12″ 1. Life’s What You Make It (Fluke remix) – 6:16 2. Life’s What You Make It (Dominic Woosey remix) – 8:21 |

## Coverversionen
Coverversionen existieren unter anderem von Duncan Sheik im Duett mit Rachael Yamagata, von The Gathering, The Divine Comedy, Weezer, Placebo, Rowland S. Howard und vielen anderen. Im Film Gegen die Wand von Fatih Akin wird eine Coverversion von der deutschen Band Zinoba gespielt.
Auch im Videospiel Grand Theft Auto: Vice City von 2002 wird der Titel im Autoradio gespielt.
2017 produzierte Placebo zu ihrer Coverversion ein Musikvideo auf der Elektroschrottdeponie in Agbogbloshie. Das Video handele laut Sänger Brian Molko vom „Triumph des menschlichen Geistes im Angesicht von nicht selbst-gewählten Widrigkeiten“.